# Bảo tàng Chiến dịch Hồ Chí Minh
Bảo tàng Chiến dịch Hồ Chí Minh (cùng với Bảo tàng LLVT miền Đông Nam bộ thuộc Bảo tàng Quân khu 7), là loại hình Bảo tàng Lịch sử Quân sự, tọa lạc ở số 2, đường Lê Duẩn, phường Bến Nghé, Quận 1, Thành phố Hồ Chí Minh.
Bảo tàng này trưng bày các hiện vật, hình ảnh, sa bàn liên quan đến cuộc tổng tiến công và nổi dậy mùa xuân năm 1975, kết thúc bằn Chiến dịch Hồ Chí Minh toàn thắng. Bảo tàng được thành lập vào ngày 27/7/1987, trong tòa nhà được xây đầu thế kỷ 20 theo thiết kế của một kiến trúc sư người Pháp. Trong thời kỳ Việt Nam Cộng hòa, đây là Trường cao đẳng Quốc phòng - nơi đào tạo các sĩ quan cao cấp cho chính quyền Sài Gòn.

## Nội dung trưng bày
Ngoài trời, nơi đây lưu giữ các hiện vật lớn như: xe tăng T54 mang số hiệu 848, máy bay F5E, pháo các loại A37,57,76,105,130mm, máy bay A37, xe thiết giáp M113...

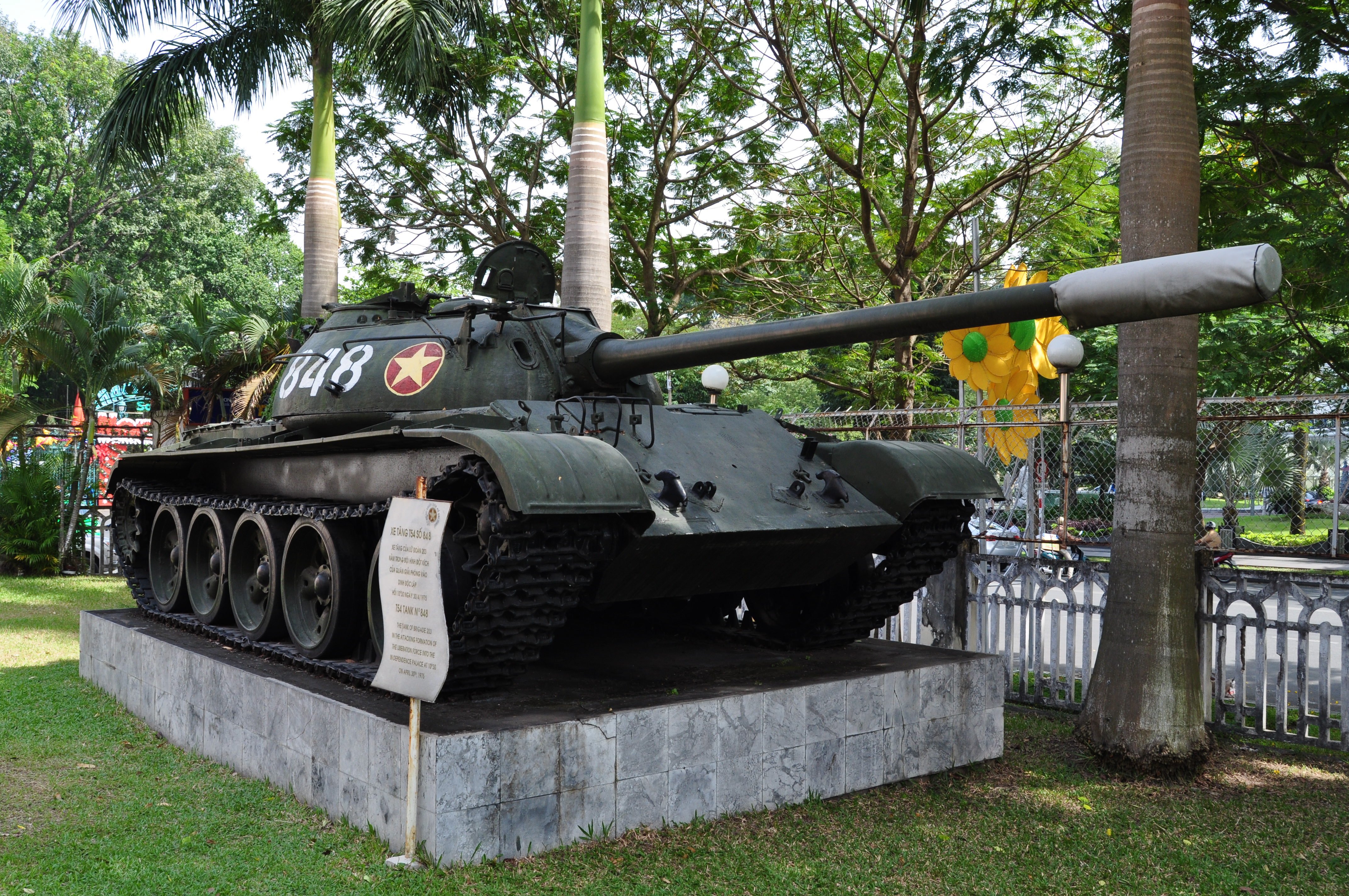
Xe tăng T-54 số hiệu 848

Bên trong toà nhà, Bảo tàng trưng bày các hiện vật, hình ảnh, sa bàn liên quan đến cuộc Tổng tiến công và nổi dậy mùa xuân năm 1975, kết thúc bằng Chiến dịch Hồ Chí Minh toàn thắng, Nam - Bắc thống nhất một nhà.
Trước đây, tòa nhà đã từng là Foyer du soldat et du marin - Thành lập vào năm 1890 bởi tướng Théophile Pennequin (1849-1916), là nơi sinh hoạt của binh lính Pháp.
Vào năm 1936 - 1937 nơi này được xây dựng lại bao gồm một quầy bar, một thư viện, một sân khấu nhỏ và thiết bị thể thao ngoài trời, bao gồm một hồ bơi.
Sau khi người Pháp ra đi, thời Ngô Đình Diệm, nơi này là câu lạc bộ của đảng cần lao nhân vị.  Riêng Piscine du Foyer sau đó bàn giao cho Mission Culturelle Francaise và trở thành piscine de l'O.S.S.U (Office du Sport Scolaire et Universitaire) do Ong Jacques Flouret làm Giám Đốc từ 1955-1961.
Năm 1967, chính quyền Việt Nam Cộng hòa sử dụng nơi này làm trường Cao đẳng Quốc phòng.
Bảo tàng được thành lập vào ngày 27/7/1987.
Bảo tàng Chiến dịch Hồ Chí Minh nằm gần Bảo tàng Lịch sử Thành phố Hồ Chí Minh, Thảo Cầm Viên Sài Gòn.